# Chemická továrna (České Budějovice)
Chemická továrna v Českých Budějovicích fungovala koncem 19. a v první polovině 20. století. Stála na území současného sídliště Vltava a vyráběla průmyslová hnojiva a základní chemikálie. Později byl její provoz v důsledku údajně nedostatečné rentability i několika nehod utlumen a haly byly využívány k jiným účelům. Při výstavbě sídliště Vltava v 80. letech 20. století byla zbourána.

## Historie
12. března 1890 byla podána žádost společenstva s r. o. zastoupeného Augustem Zátkou, Františkem Tůmou a Petrem Šrámkem o výstavbu továrny na umělá hnojiva na pozemku c. k. 447 (tj. severně od tehdejšího Remlova dvora u Dlouhého Remlovského rybníka). Již v roce 1896 byl podnik převzat akciovou společností lučebních továren v Kolíně a následně fungovala budějovická továrna jako její filiálka. Na postu ředitelů se do roku 1929 vystřídali:
- Josef Jettmar
- Emanuel Kubricht
- Josef Battista
- Hynek Hranička (od 1925, krátce poté zemřel v Praze po operaci)
- Josef Cimala (od 11. února 1926, †18. září 1928)
- Záboj Renelt

V roce 1929 zaměstnávala továrna 80 dělníků a byla rozšiřována. V této době byla nejvýznamnějším poplatníkem obce Čtyři Dvory, v jejímž rozpočtu hradila dvě třetiny výdajů.

## Komunikace a sítě
Továrna stála při staré silnici na České Vrbné (opravené v roce 1948 z podnětu Čtyř Dvorů). S řekou Vltavou byla spojena čerpacím kanálem. (patrně ne od počátku, neboť v roce 1896 ještě nebyl k vodě z Vltavy přístup). Z železniční trati České Budějovice–Plzeň vybudované v tomto úseku v roce 1868 byla zřízena odbočka (vlečka) do areálu továrny. 3. října 1948 (již po zániku chemické výroby v továrně) vznikla železniční zastávka Čtyři Dvory. Provoz zastávky byl ukončen v době platnosti jízdního řádu 1959–1960. Trať zanikla přeložením 26. května 1968. Podle vojenské kartografické mapy 1:5000 z roku 1958 byl areál připojen k vedení vysokého napětí a vybaven vlastní trafostanicí.

## Portfolio
Původně vznikla jako továrna na průmyslová hnojiva (Encyklopedie Českých Budějovic uvádí konkrétně superfosfát). V roce 1900 vyráběla také pravá jádrová mýdla. V roce 1929 vyráběla „kromě moučky a umělého hnojiva“ kyselinu chlorovodíkovou, kyselinu sírovou, kyselinu dusičnou, kamenec a další chemikálie. Mimo jiné Glauberovu sůl (síran sodný).
Roku 1900 (již pod mateřskou a. s. v Kolíně) inzerovala továrna v jihočeském tisku (názvy sloučenin uváděny v původním znění) chilský ledek (dusičnan sodný), síran čpavkový (síran amonný), síran draselnatý (síran draselný), kainit stassfurtský (KMgSO4(Cl).3H2O, také popisován jako chlorid draselný s obsahem kieseritu – síranu hořečnatého), Thomasovu strusku (Thomasova moučka, CaO.P2O5.SiO2, hnojivo se 7 % fosforu). V letech 1907-1908 inzerovala Melasové krmivo z pokrutin kokosových a pícní vápno prosté arzenu i chlóru, obsahující 86–88 % fosforečnanu vápenatého, kainit stassfurtský, sole draselné, síran ammonatý (síran amonný), kostní moučky pařené a hnojivo na luka. V letech 1909–1910 byla nabídka širší a zahrnovala složitá hnojiva k řepě, zemákům, řepce, zelí, ke lnu, k jetelům a na luka, dále sádru, chlorid draselnatý (chlorid draselný), melasové krmivo z pokrutin kokosových, melasové krmivo ze sušeného mláta a kostní krmnou moučku pro dobytek (pícní vápno).

## Nehody
1. června 1896 vznikl v severovýchodní části továrny, kde se vyráběla kyselina sírová, požár. Po 20. hodině se již z budovy valil dým a později i plameny osvětlující oblohu, což bylo viditelné z centra Budějovic, Hluboké nad Vltavou i Hosína. K zahoření došlo pravděpodobně prasknutím některé z kyzových pecí (pece na pražení pyritu), což vedlo k zapálení zásob dřeva. Z důvodu orientace pecí ve východní části budovy a čistě východního větru došlo k rychlému rozšíření ohně po celé budově; podle jiného zdroje však panovalo bezvětří. Došlo k roztavení olověných komor na výrobu kyseliny sírové, které byly umístěné v prvním patře. 230 tun rozžhaveného olova proteklo do skladiště ledku. Explodující pytle s ledkem vyletovaly do povětří a vytvářely „velkolepý, avšak hrůzu diváků budící ohňostroj“. Žárem došlo k popraskání zásobních láhví s kyselinou, která se rozlila po továrně a jejíž hladina dosahovala až mnohacentimetrové výše. U požáru zasahovaly hasičské jednotky ze Čtyř Dvorů a z Českých Budějovic, pomáhali i tovární dělníci. Budějovická jednotka však měla omezené možnosti, neboť v důsledku pozdních hodin nemohla zajistit koně k zapřažení do hasičské stříkačky. Další komplikací byla vzdálenost od řeky, na kterou nestačily hadice, takže se oba sbory potýkaly s nedostatkem vody. Budovu, ve které požár vznikl, nebylo možné z důvodu rozžhaveného olova a rozlité kyseliny efektivně hasit, takže se úsilí soustředilo na záchranu přilehlého zásobníku s 5000 kg benzínu (v provozu používaného při výrobě pařené kostní moučky). Požár se podařilo dostat pod kontrolu v úterních ranních hodinách; ještě do večera ale z torza budovy, z níž zůstaly stát jen obvodové zdi, vycházel dým. Škody v důsledku rozlité kyseliny zaznamenali i hasiči (zejména na botách a hadicích). Celková škoda dosáhla podle různých zdrojů 113 tisíc nebo 140 tisíc zlatých. Z valné části ale měla být pokryta pojištěním.

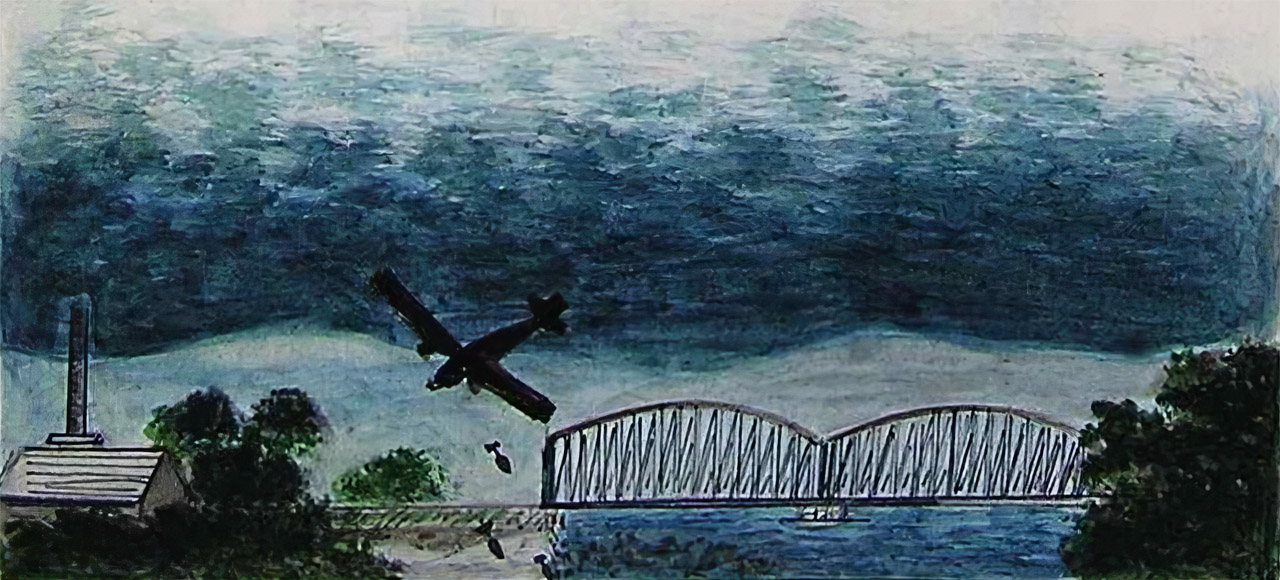
Nálet na železniční most u Voříškova dvora 16. října 1940

6. ledna 1926 bylo při ústí čerpacího kanálu továrny (vedoucího do Vltavy) nalezeno tělo Anny Pavlišové, choromyslné a padoucnicí stižené obyvatelky Čtyř Dvorů, která v závěru povodně 30. prosince 1925 o 13. hodině skočila do rozvodněné Vltavy. 16. 4. 1930 byl v důsledku utržení bubnu odstředivky těžce zraněn Josef Bína (*1882), po převozu do nemocnice zemřel. 19. února 1934 při dopravě čtyřmetrového kotle nákladním automobilem továrny došlo ke sražení vojína na motocyklu upevňovací tyčí. Vojín byl na místě mrtev, spolujezdec utrpěl lehčí zranění. 19. září 1935 po 12. hodině založil rozžhavený úlomek železa požár. Do 15 minut se oheň rozšířil na celou vrchní část hlavní budovy. Hašení se účastnilo 12 hasičských sborů, nasazeno bylo 5 motorových a 2 ruční stříkačky. Škoda dosáhla statisíců korun. Pojistka závodu byla zrušena jen několik dní před požárem. Při spojeneckém bombardování za druhé světové války 16. října 1940 ve 23:30, jehož cílem byl železniční most přes Vltavu (u Voříškova dvora, bomby dopadly na louku asi 100 metrů od cíle) došlo k vysklení oken v továrně a přilehlých budovách. Koncem války, 7. května 1945, byl u továrny německou hlídkou zastřelen Josef Lorenc, otec šesti nezaopatřených dětí.

## Ukončení výroby
V roce 1934 byla v továrně ukončena výroba. Podle některých zdrojů skončila o rok dříve. Roku 1934 publikovala redakce periodika Technický jih kritiku záměru ukončení výroby. Oficiální zdůvodnění mateřské firmy v Kolíně uvádělo nerentabilitu provozu budějovického závodu. Technický jih viděl důvody jinde a vývoj považoval za obvyklý osud všech továren, řízených na dálku za účasti silného vlivu bankovního, do nichž se v době prosperity neinvestuje a které se v době krise zavírají. Za skutečný důvod považoval absenci investic a provoz na zcela amortizovaném zařízení, které vedení společnosti nechalo zastarat na muzeální úroveň. Dále upozorňoval, že výroba v chemické továrně zdaleka nepoklesla tak, jako v jiných budějovických provozech, které navzdory krizi fungovaly dál. Také poukázala, že produkce továrny se z valné části spotřebovala v jihočeském regionu, takže náklady na distribuci nemohly být vysoké. Dále, že oproti situaci v severních Čechách, kde se výroba umělých hnojiv omezovala z důvodu zmenšeného osevu cukrovky, jihočeská zemědělská produkce stoupla. Nakonec zhodnotila předložený plán přesunutí výroby do Kolína jako nákladnější než modernizaci již existujícího provozu v Českých Budějovicích.

## Nové využití
Za druhé světové války byla továrna zabrána německou armádou, která ji využívala jako dílny. 8. května 1945 ve 22 hodin byla zabrána zpět novou českou obecní správou Čtyř Dvorů, která zde zajistila mnoho vojenského materiálu a zbraní. 22. listopadu 1945 v reakci na příslib zprůmyslnění jižních Čech od ministra Laušmana byla podána žádost o zavedení Baťovy výroby bot a koželužny v bývalé chemické továrně. Zástupce firmy Baťa ale žádost odmítl s odůvodněním, že kyseliny, jimiž byl areál kontaminován, by způsobily degradaci výrobních strojů. Tím byla jednání ukončena. 14. 7. 1947 při soupisu tzv. zbytkových statků (tedy takových, na nichž jejich majitelé sami nepracují) byla jako majitel šesti hektarů pozemků uvedena akciová společnost v Kolíně a jako nájemce K. Benda ze Čtyř Dvorů čp. 7. V roce 1948 byla v areálu zahájena výroba skla národním podnikem Český křišťál, která areál koupila. Již v roce 1949 ale továrnu odkoupila Státní strojní stanice č. 27 v Českých Budějovicích, která zde začala budovat velké krajské opravny hospodářských strojů.
Během výstavby sídliště Vltava byla většina továrních budov zbourána. Při stavbě nových komunikací pak zmizely i zbývající budovy s výjimkou jedné z administrativních budov, která existuje dodnes na adrese Bezdrevská 750/34. Je využívána jako ubytovna Jihočeského divadla a kadeřnictví.